# 黄土岗镇 (樟树市)
黄土岗镇，是中华人民共和国江西省宜春市樟树市下辖的一个乡镇级行政单位。

## 行政区划
黄土岗镇下辖以下地区：
黄岗社区、天井村、荻斜村、谢家村、沃塘村、湖头村、上蒋村、柘湖村、黄家村、下蒋村、裴家村、方家村、横坑村、廖家村、管付村、管王村、窑下村、湖下村、黄铜村、山里村、丁皮村和墨庄村。